# Rauvolfia amsoniifolia
Rauvolfia amsoniifolia är en oleanderväxtart som beskrevs av A.Dc.. Rauvolfia amsoniifolia ingår i släktet Rauvolfia och familjen oleanderväxter. Inga underarter finns listade i Catalogue of Life.